# Rodneyho povznesení
Rodneyho povznesení (v anglickém originále Tao of Rodney) je čtrnáctý díl třetí řady sci-fi seriálu Hvězdná brána: Atlantida.

## Obsah epizody
Při svém krátkém posledním pobytu na Atlantidě (v epizodě Návrat) Antikové aktivovali mnoho zařízení, která nyní zbytečně vyčerpávají ZPM. Tým pod vedením doktorů McKaye a Zelenky tedy prochází městem a systémy, které nejsou bezprostředně důležité, vypínají. Narazí na laboratoř a při chvilce nepozornosti zde McKaye zasáhne prudký výboj neznámé energie.
Po zdravotní stránce je Rodney v pořádku, velmi brzy však začne zjišťovat, že se mu zbystřují smysly a získává zajímavé schopnosti jako telekinezi a čtení myšlenek nebo výrazné zvýšení inteligence. Zpočátku ve své nové situaci vidí úžasné možnosti a naplno si je užívá. Přístroj v laboratoři pravděpodobně sloužil Antikům k pomoci s povznesením. Přepsal Rodneyho DNA a pomalu jej posouvá k hranici, kdy jeho tělo nově nabyté schopnosti přestane zvládat. Ovšem fyzicky bude připraven se povznést, ale k dalšímu kroku je potřeba také duchovní složka. Pokud McKay nedokáže přizpůsobit i svou duchovní stránku, jeho tělo zkolabuje a Rodney zemře.
Rodney je vyděšený, jeho schopnosti se stále zdokonalují, ale zbývá méně a méně času. Souhlasí s Sheppardovou pomocí s povznesením, protože zjistí, že by se pak mohl vrátit do své lidské podoby, ale nedaří se mu. Nedokáže se na povznesení soustředit, hlavou mu víří myšlenky na desítky technických vylepšení. I pro své povznesení hledá vědecké vysvětlení. Ví, jakých hodnot mozku musí dosáhnout, a k tomu mu má pomoci přístroj, který dříve Anubis použil při pokusech na Keylekovi.
Rodneyho smrt se blíží a on stále neví, jak se přenést přes duchovní stránku a povznést se. Doktorka Weirová mu navrhne, aby se vyrovnal se svými nedostatky, což je pro McKaye akceptovatelná varianta, a tak se pustí do práce. Omluví se Zelenkovi za neustále urážky a popichování, kterými ho častoval, nabídne Teyle společnost při vzpomínkovém obřadu k výročí smrti jejího otce, také Rononovi vyléčí jeho dávné jizvy od Wraithů, po optání zda jsou pro něj jizvy odznak cti, což Ronon odmíne. Doktorce Weirové věnuje knihu, do níž sepsal veškeré její zásluhy, požádá Shepparda, aby promluvil na jeho pohřbu. Pak zkolabuje a je odvezen na ošetřovnu. 
Před tím, než mu selže organismus, se ještě naposledy pokusí meditací dosáhnout povznesení. Rodney se blíží k cílové hodnotě mozkových vln, když v poslední chvíli k sobě křečovitě přitáhne doktora Becketta a telepaticky mu předá informaci, co přesně je nutné udělat, aby přístroj v antické laboratoři obrátil proces vývoje k povznesení a vrátil jeho DNA do původní podoby, poté zkolabuje. Lékařský tým ho převeze do laboratoře a položí ho k přístroji, ten vyšle obdobný výboj energie jako na začátku, což zvrátí veškeré změny a zachrání mu život.
Rodney se rychle zotaví. Ztratí všechny pokročilé schopnosti, dokonce ani nerozumí výpočtům, které před svým pokusem o povznesení zaznamenal. Cítí se zle, protože si pamatuje, že se jednalo o velice důležité záležitosti, ale nyní mu nedávají žádný smysl. Navštíví ho však doktorka Weirová a ukáže mu záznam EEG, který dokazuje, že těsně před tím, než zkolaboval, dosáhl hodnot nutných pro povznesení.